# Дернівка (Львівський район)
Дерні́вка — село в Україні, у Жовківській міській громаді Львівського району Львівської області, орган місцевого самоврядування — Жовківська міська рада. Населення становить 66 осіб (станом на 2001 рік). Село розташоване на сході Жовківської громади, за 6,5 кілометра від  центру.

## Географія
Село Дернівка лежить за 6,5 км на схід від центру громади, фізична відстань до Києва — 439,9 км.

## Історія
12 червня 2020 року, відповідно до розпорядження Кабінету Міністрів України № 718-р «Про визначення адміністративних центрів та затвердження територій територіальних громад Львівської області», село увійшло до складу Жовківської міської громади.
19 липня 2020 року, в результаті адміністративно-територіальної реформи та ліквідації Жовківського району, село увійшло до складу новоствореного Львівського району.

## Населення
Станом на 1989 рік у селі проживала 61 особа, серед них — 26 чоловіків і 35 жінок.
За даними перепису населення 2001 року у селі проживало 66 осіб. Рідною мовою назвали:
| Мова       | Кількість осіб | Відсоток |
| ---------- | -------------- | -------- |
| українська | 66             | 100,00%  |